# Blue Hawaii (Elvis Presley)
Blue Hawaii è il decimo album in studio di Elvis Presley, pubblicato nel 1961 negli Stati Uniti, contenente la colonna sonora del film Blue Hawaii da lui interpretato.

## Descrizione
Le sedute di registrazione si tennero agli studi Radio Recorders di Hollywood il 21, 22, e 23 marzo 1961.
Il positivo responso commerciale dell'album contenente questa colonna sonora e del precedente album G.I. Blues (Cafè Europa), contenente la colonna sonora del film omonimo, che ottennero un successo di vendite molto migliore dei normali dischi incisi da Elvis all'epoca, come Elvis Is Back! e Something for Everybody, spinsero il cantante a proseguire la sua carriera artistica dedicandosi alla pubblicazione di album contenenti brani smaccatamente commerciali, che venivano regolarmente inseriti negli album contenenti la colonna sonora tratta dall'ultimo film da lui interpretato, piuttosto che dedicarsi a incisioni in studio finalizzate alla creazione di un nuovo album.
Il 29 aprile 1997, la RCA ha ripubblicato l'album in versione rimasterizzata con l'aggiunta di otto bonus tracks.
Le canzoni Can't Help Falling in Love e Rock-A-Hula Baby furono estratte dall'album e pubblicate come singolo un mese dopo l'uscita del disco. Can't Help Falling in Love, che divenne all'epoca un ottimo successo commerciale e il brano con l'esecuzione del quale successivamente il cantante chiudeva la scaletta musicale di quasi tutti i concerti negli anni settanta, raggiunse la posizione numero 2 nella classifica Billboard Hot 100, mentre la b-side si piazzò alla posizione numero 23.

## Accoglienza
Il disco restò posizionato al primo posto della classifica Billboard 200 per 20 settimane e nella Official Albums Chart per 17, risultando il maggior successo commerciale avuto da Presley in vita. L'album vendette un milione di copie e venne quindi certificato disco d’oro dalla RIAA il 21 dicembre del 1961.

## Tracce

### Lato 1
1. Blue Hawaii (Leo Robin e Ralph Rainger) - 2:36
2. Almost Always True (Ben Weisman e Fred Wise) - 2:25
3. Aloha 'Oe (Queen Lydia Lili'uokalani) - 1:53
4. No More (Don Robertson e Hal Blair) - 2:22
5. Can't Help Falling in Love (George David Weiss, Hugo Peretti, Luigi Creatore) - 3:01
6. Rock-A-Hula Baby (Ben Weisman, Fred Wise, Dolores Fuller) - 1:59
7. Moonlight Swim (Ben Weisman e Sylvia Dee) - 2:20

### Lato 2
1. Ku-U-I-Po (George David Weiss, Hugo Peretti, Luigi Creatore) - 2:23
2. Ito Eats (Sid Tepper e Roy C. Bennett) - 1:23
3. Slicin' Sand (Sid Tepper e Roy C. Bennett) - 1:36
4. Hawaiian Sunset (Sid Tepper e Roy C. Bennett) - 2:32
5. Beach Boy Blues (Sid Tepper e Roy C. Bennett) - 2:03
6. Island Of Love (Sid Tepper e Roy C. Bennett) - 2:41
7. Hawaiian Wedding Song (Al Hoffman, Charles King, Dick Manning) - 2:48

### Bonus tracks nella ristampa del 1997
1. Steppin' Out of Line (Ben Weisman, Fred Wise, Dolores Fuller) - 1:53
2. Can't Help Falling in Love (alternate take) (George David Weiss, Hugo Peretti, Luigi Creatore) - 1:54
3. Slicin' Sand (alternate take) (Sid Tepper e Roy C. Bennett) - 1:45
4. No More (alternate take) (Don Robertson e Hal Blair) - 2:35
5. Rock-A-Hula Baby (alternate take) (Ben Weisman, Fred Wise, Dolores Fuller) - 2:15
6. Beach Boy Blues (alternate take) (Sid Tepper e Roy C. Bennett) 1:58
7. Steppin' Out of Line (alternate take) (Ben Weisman, Fred Wise, Dolores Fuller) - 1:54
8. Blue Hawaii (alternate take) (Leo Robin e Ralph Rainger) - 2:40

### Bonus tracks nella ristampa del 2008
CD1
1. Steppin' Out Of Line (versione del film) - 1:56
2. Beach Boy Blues (versione del film) - 1:59
3. Can't Help Falling In Love (versione del film) - 1:54
4. Moonlight Swim (master senza sovraincisioni) - 2:25
5. Steppin' Out Of Line - 1:57
6. Blue Hawaii (takes 1,2,3) - 3:54
7. Almost Always True (take 3) - 2:33
8. Aloha Oe ([sezione 2] take 1) - 1:20
9. No More (take 7) - 2:36
10. Can't Help Falling In Love (take 13) - 2:38
11. Rock-A-Hula Baby (takes 1, 2, 3) - 3:41
12. Moonlight Swim (take 2) - 2:38
13. Ku-U-I-Po (take 1) - 2:34
14. Ito Eats (takes 1, 2) - 2:36
15. Slicin' Sand (takes 1, 2, 3) - 2:59
16. Hawaiian Sunset (take 1) - 2:42
17. Island Of Love (take 8) - 3:02
18. Hawaiian Wedding Song (take 1) - 3:00

CD2
1. Hawaiian Sunset (take 2) - 2:46
2. Hawaiian Sunset (takes 6, 3) - 3:18
3. Aloha Oe ([sezione 2] take 6) - 1:19
4. Aloha Oe ([sezione 2] takes 7/5) - 0:55
5. Ku-U-I-Po (takes 2, 4, 5) - 3:55
6. Ku-U-I-Po (takes 6, 7) - 2:51
7. No More (takes 1, 2, 4, 8) - 6:15
8. No More (takes 11, 15 [inserto finale]) - 3:16
9. Slicin' Sand (take 4) - 1:43
10. Slicin' Sand (takes 5, 6, 7) - 3:32
11. Slicin Sand (takes 8, 13, 15, 16, 14) - 4:06
12. Blue Hawaii (takes 4, 5, 6) - 4:39
13. Ito Eats (takes 4, 6, 5) - 2:21
14. Island Of Love (takes 1, 2, 4, 6) - 4:31
15. Island Of Love (takes 7, 9) - 3:16
16. Steppin' Out Of Line ([versione del film] takes 4, 5, 7/8) - 3:22
17. Steppin' Out Of Line ([versione ad disco] takes 10, 11, 16, 15) - 4:08
18. Steppin' Out Of Line ([tag per il film] takes 18/19) - 1:15
19. Always Almost True (takes 2, 4, 5) - 5:11
20. Almost Always True (takes 7, 6) - 2:52
21. Moonlight Swim (takes 1, 4) - 3:54
22. Can't Help Falling In Love (takes 14, 15, 16) - 3:08
23. Can't Help Falling In Love (takes 17, 19, 20, 21, 22, 24) - 4:27
24. Can't Help Falling In Love (takes 25, 26) - 2:15

## Formazione
- Elvis Presley - voce
- The Surfers - cori
- The Jordanaires - cori
- Boots Randolph - sassofono
- George Field - armonica
- Fred Tavares, Alvino Rey - ukulele
- Hank Garland, Tiny Timbrell - chitarra elettrica
- Bernie Lewis - steel guitar
- Floyd Cramer, Dudley Brooks - pianoforte
- Bob Moore - basso
- D. J. Fontana, Bernie Mattinson, Hal Blaine - batteria